# Carmine Capobianco
Carmine Capobianco (* 19. September 1958 in Waterbury, Connecticut) ist ein  US-amerikanischer Schauspieler und Drehbuchautor.

## Leben
Carmine Capobianco besuchte nach der High School die Western Connecticut State University, wo er Fotografie, Film- und Fernsehwissenschaften studierte. Seine professionelle Karriere begann, als er den angehenden Regisseur Gorman Bechard kennen lernte. Gemeinsam realisierten sie dessen Film Disconnected (1984), bei dem er sowohl als Schauspieler und Produzent aktiv war.
Es folgte 1987 Psychos in Love, bei dem er nicht nur als Hauptdarsteller und Drehbuchautor fungierte, sondern auch das Titellied mitschrieb und zusammen mit der weiblichen Hauptrolle Debi Thibeault einsang. Der spätere Kultfilm wurde von Full Moon Production von Charles Band aufgekauft.
Es folgten mit Bechard außerdem noch Galactic Gigolo – Gemüse aus dem All (1987) und Cemetery High, der auch als Assault of the Killer Bimbos (1988), bevor die beiden ihre Zusammenarbeit beendeten. Cemetery High war zugleich sein letztes Drehbuch.
Nach einer langen Drehpause in den 1990er Jahren kehrte er 2000 als Schauspieler in diversen B-Filmen zurück.
Neben seiner Filmkarriere führt er ein Geschäft für Fotobearbeitung.

## Filmografie
- 1983: The Only Take (Kurzfilm)
- 1984: Disconnected (auch Drehbuch und Produktion)
- 1985: And Then? (auch Drehbuch)
- 1987: Psychos in Love (auch Drehbuch und Soundtrack)
- 1987: Galactic Gigolo – Gemüse aus dem All (Galactic Gigolo) (auch Drehbuch und Produktion)
- 1988: Cemetery High (auch Drehbuch)
- 2000: Thrill Kill Jack in Hale Manor
- 2001: Everything Moves Alone
- 2005: The Land of College Prophets
- 2005: Bikini Bloodbath Shakespeare
- 2006: A New Wave
- 2006: Bikini Bloodbath
- 2008: Bikini Bloodbath Car Wash
- 2012: I Spill Your Guts
- 2013: Cool as Hell
- 2014: The Sins of Dracula
- 2014: Catch of the Day
- 2015: Seven Dorms of Death
- 2015: Bite School
- 2016: Model Hunger
- 2016: Killer Waves
- 2019: Mind Melters
- 2019: Cool as Hell 2